# Bugo (Ozzero)
Bugo (Bugh in dialetto milanese, AFI: [ˈbyːk]) è una frazione del comune di Ozzero in provincia di Milano, posta ad est del centro abitato, verso Vermezzo. Ancora oggi è una piccola cascina di campagna.

## Storia
Fu un antico comune del Milanese.
In base al censimento voluto nel 1771 dall'imperatrice Maria Teresa, Bugo contava 119 anime. Alla proclamazione del Regno d'Italia nel 1805 risultava avere 101 abitanti. Nel 1809 fu soppresso con regio decreto di Napoleone ed annesso ad Ozzero, a sua volta inglobato da Abbiategrasso nel 1811. Il Comune di Bugo fu quindi ripristinato con il ritorno degli austriaci, che tornarono però sui loro passi nel 1841, ristabilendo la fusione con Ozzero sebbene non vi fossero legami storici fra i due paesi.

## Società

### Evoluzione demografica
Abitanti censiti